# Хадровци (Кисељак)
Хадровци су насељено мјесто у општини Кисељак, Босна и Херцеговина.

## Становништво
|         | 2013.       | 1991.       | 1981.       | 1971.       | 1961.       |
| Укупно  | 12 (100,0%) | 65 (100,0%) | 66 (100,0%) | 64 (100,0%) | 61 (100,0%) |
| Хрвати  | 11 (91,67%) | 64 (98,46%) | 66 (100,0%) | 64 (100,0%) | 61 (100,0%) |
| Бошњаци | 1 (8,333%)  | 1 (1,538%)1 | –           | –           | –           |

1. 1 На пописима од 1971. до 1991. Бошњаци су пописивани углавном као Муслимани.